# Trame
Trame. Festival dei libri sulle mafie è una manifestazione letteraria che si tiene nella terza settimana di giugno a Lamezia Terme. 
Il Festival si svolge nel centro storico della città, presso la Piazzetta San Domenico, il Complesso Monumentale di San Domenico sede dell'attuale Museo Archeologico e presso Palazzo Nicotera sede della Biblioteca Comunale.

## Il contesto e la struttura del Festival
Trame nasce nel 2011 e si afferma fin da subito come un importante appuntamento di discussione, analisi e confronto sui temi della legalità e del diritto, in una terra complessa come la Calabria. 
Nel corso delle cinque giornate di manifestazione, scrittori, giornalisti, magistrati e studiosi si incontrano nelle piazze della città per discutere e presentare libri dedicati al fenomeno delle mafie. 
Non solo un festival, Trame è una testimonianza etica di impegno, dove le storie dei protagonisti, gli approcci storici e scientifici al fenomeno, la contaminazione di generi e linguaggi danno vita a un evento dal forte valore culturale per la lotta alle mafie.
Gli incontri nelle piazze sono il cardine di Trame.
Oltre alle numerose presentazioni di libri, il festival ospita incontri speciali con personalità di spicco, quali rappresentanti dello Stato, esponenti del mondo della cultura e della società civile.
Gli incontri, aperti al confronto con il pubblico, si svolgono a più voci o sotto forma di intervista dialogata e diventano occasione per approfondire tematiche e raccontare testimonianze. 
Significativi sono i contributi di molti artisti, grazie ai quali Trame si arricchisce di spettacoli teatrali, concerti, proiezioni cinematografiche e mostre fotografiche.

## Edizioni

### Trame. - Festival dei libri sulle mafie.
Lamezia Terme dal 22 al 26 giugno 2011. 
L'idea di un festival letterario sulle mafie nasce nel 2011 da un'idea dell'allora assessore alla cultura, nonché presidente onorario della Federazione delle Associazioni antiracket e antiusura Italiane, Tano Grasso insieme alla direzione artistica del giornalista de “L'Espresso” Lirio Abbate;

### Trame.2 - Festival dei libri sulle mafie.
Lamezia Terme, dal 20 al 24 giugno 2012. 
Il successo di Trame dà vita alla sua seconda edizione. La struttura della manifestazione rimane pressoché invariata rispetto al 2011. Trame.2 è ospite al Salone del Libro di Torino con “Trame di memoria”. Da questa edizione, durante le giornate del festival si tengono diversi seminari e workshop dedicati ai professionisti, giornalisti, autori, editori e studenti;

### Trame.3 - Festival dei libri sulle mafie.
Lamezia Terme, dal 19 al 23 giugno 2013. 
Dal 2013 la direzione artistica del Festival passa al giornalista Gaetano Savatteri il quale prosegue il lavoro del suo predecessore e apre il festival ai linguaggi del cinema, del teatro e dell'arte. Trame.3 è presentato a Palazzo Montecitorio  con la presenza del Presidente della Camera Laura Boldrini. Tema di questa edizione del festival è "Donne di mafia". Oltre alle presentazioni, alle discussioni ed ai dibattiti, Trame.3 è teatro della rassegna musicale "Musica contro le mafie";

### Trame.4 - Festival dei libri sulle mafie.
Lamezia Terme, dal 18 al 22 giugno 2014. 
Il festival, continua a sperimentare diversi linguaggi. Tema dell'edizione è "Le mani sulla città", ispirato al celebre film di Francesco Rosi. Nell'autunno 2014 Il Festival riceve prestigiosi riconoscimenti e avvia nuove e importanti collaborazioni.

### Trame.5 - Festival dei libri sulle mafie.
Lamezia Terme, dal 17 giugno al 21 giugno 2015. L'edizione è dedicata ai "Giovani Favolosi" .

### Trame.6 - Festival dei libri sulle mafie.
Lamezia Terme, dal 15 giugno al 19 giugno 2016.

### Trame.7 - Festival dei libri sulle mafie.
Lamezia Terme, dal 21 giugno al 25 giugno 2017.
Trame.8 - Festival dei libri sulle mafie
in programma a Lamezia Terme dal 20 al 24 giugno 2018

## Protagonisti
Al Festival hanno partecipato magistrati come Nicola Gratteri, Gian Carlo Caselli; giornalisti come Attilio Bolzoni (La Repubblica), Raffaella Calandra (Radio 24), Carlo Bonini (La Repubblica), Marco Travaglio. Hanno offerto il loro contributo storici e sociologi come Nando Dalla Chiesa, Enzo Ciconte e "osservatori" stranieri delle mafie italiane come Marcelle Padovani e John Dickie. Sono stati prestigiosi ospiti del Festival i Ministri Maria Carmela Lanzetta e personaggi della società civile come Don Luigi Ciotti. Preziosi sono stati i contributi di scrittori come Gianrico Carofiglio, Carmine Abate, Maurizio De Giovanni e di registi come Mimmo Calopresti e Pierfrancesco Diliberto, che hanno raccontato i fenomeni mafiosi e quelli dell'emigrazione. Infine hanno animato le serate attori, e musicisti come Ficarra e Picone, Brunori SaS, Tinturia e molti altri.

## I libri
Inchieste e reportage sulla criminalità organizzata condotti da giornalisti, analisi sulle mafie affrontate da magistrati, cronache e racconti di valenti scrittori diventano libri e approdano a Trame.
Oltre centocinquanta sono i libri presentati nel corso delle prime quattro passate edizioni di Trame, lavori
autorevoli e accreditati pubblicati da piccoli e grandi editori che hanno scelto di partecipare al Festival. Tra questi Castelvecchi, Chiarelettere, Laterza, Melampo, Rubbettino
oltre a Einaudi, Feltrinelli e Mondadori.

## Il logo
Il logo del Festival e della Fondazione Trame, realizzato dall'illustratore Guido Scarabottolo, raffigura una mano aperta con all'interno evidenziate le diverse pliche cutanee che, come delle trame rappresentano le diverse testimonianze e le numerose storie di mafia e di lotta al fenomeno.

## I laboratori
Accanto agli eventi pomeridiani e serali, ogni anno Trame offre nelle giornate del festival cicli di laboratori
gratuiti dedicati ai più giovani e ai professionisti del settore. Gli appuntamenti, in forma di seminario, approfondiscono tematiche attuali e valide, che spaziano dai linguaggi della scrittura e dell'inchiesta a quelli
della comunicazione e dell'arte.
Condotti da figure esperte di alto profilo e talvolta svolti in collaborazione con prestigiosi enti, come l'AIE
(Associazione Italiana Editori) o l'Espresso, questi incontri formativi si presentano come occasione di crescita e confronto per giovani e professionisti della regione.
Tra tutte le esperienze ricordiamo: Trame di segni, laboratorio di illustrazione a cura di Guido Scarabottolo; Trame di photo laboratorio di reportage fotografico a cura di Mario Spada; Trame di inchiesta laboratorio sul giornalismo d'inchiesta in collaborazione con l'Espresso; Trame di carta laboratorio sulla comunicazione social nel campo editoriale in collaborazione con l'AIE; Trame di cinema laboratorio sui linguaggi del cinema e della tv e sul loro rapporto con le narrazioni sulle mafie a cura di Monica Zapelli.

## Le mostre e le installazioni
Dai temi sulla lotta alle mafie, nascono a Trame molteplici momenti di riflessione che si trasformano in linguaggi e forme differenti per arrivare a coinvolgere luoghi e persone tra i più diversi. L'arte diventa in tali occasioni un linguaggio aperto e versatile e per questa ragione Trame sostiene e ospita i lavori di artisti che, con passione e sensibilità, offrono il proprio contributo al Festival.
Ricordiamo la mostra fotografica di Letizia Battaglia “Dignità e libertà” promossa da Banca Etica nell'edizione Trame.2, in cui la reporter di fama internazionale nota per avere immortalato le atrocità della malavita organizzata, ha raccontato una Palermo tra miseria e splendore. Incredibilmente forte e simbolica è stata, nella terza edizione di Trame, l'installazione site-specific a cura dell'artista Chiara Rapaccini, RAP. Il suo lavoro “Mani
in alto” ha inaugurato il Festival invadendo una delle piazze della città, luogo di aggregazione giovanile, con “un bosco di mani protese come alberi verso il cielo, snelle e coloratissime”. Infine l'installazione “Trame di parole” di Renzo Bellanca ha ripercorso in Trame.4, “in un efficace distillato di concetti creativi, le tematiche, le frasi, le parole-chiave di questo importante appuntamento nato per sensibilizzare le coscienze.”

## Premi e riconoscimenti
Tra i tanti riconoscimenti ricevuti sin dalla prima edizione del Festival, il più recente e probabilmente il più prestigioso è il Premio Aretȇ.
Nello specifico Trame. Festival dei libri sulle mafie consegue il premio Aretȇ 2014 “Piermario Vello Fondazione Cariplo alla Comunicazione Sociale”.